# 金星シリーズ
『金星シリーズ』（きんせいシリーズ）は、エドガー・ライス・バローズによるアメリカのSF小説のシリーズ。単行本4巻と短編1作が書かれたが、未完である。

## 概要
アクションに重点を置いたSF小説（一人称小説）。火星を目指してロケットで地球から飛び立った主人公カースン・ネイピアが、月の引力でコースを狂わされ、漂流の果てに金星（アムター）に降り立ち、そこでドゥーアーレーという恋人を得、冒険を繰り広げる。異星ならではの不思議な生物、現象が登場。
バローズの4大シリーズでは最後のものとなる。他の3大シリーズのうち、「異星を舞台にしている」という点では火星シリーズと被っている。ただし、火星シリーズがファンタジー（ヒロイック・ファンタジー）寄りなのに対し、本シリーズはSF（科学、あるいは疑似科学）に寄った作風となっている。
具体的には、ジョン・カーターが火星と地球をテレポーテーションで往復するのに対し、カースン・ネイピアはロケットを使って宇宙へ発進した。また、火星人（バルスーミン）の1000年に及ぶ寿命と不老に等しい肉体は天然のもの（生来のもの）であるが、金星（アムター）では血清を打つことで同様の効果を得ている。
ただし、火星シリーズの場合も、中盤からマッドサイエンティストが登場するなど、SF寄りの作風に変わっている。また、本シリーズの場合、地球（バローズ）との通信手段は、カースンのテレパシーによるもので、十分にオカルト的な要素も持っている（火星では、シリーズ後半ではグリドリー波による通信も使用されている）。なお、この能力については、第4巻まではバローズとの通信に限られていたが、最終作となった短編（中編）「金星の魔法使」においては存分に活用し、カースン自身が「魔法使」であることを見せ付けている。
厚木淳は、第1巻の「訳者あとがき」で、「本シリーズの特徴は風刺にある」と述べており、第1巻『金星の海賊』では共産主義者（劇中では「ソーリスト」）、第2巻『金星の死者の国』では計画社会、第3巻『金星の独裁者』ではアドルフ・ヒトラーとナチス（メフィスとザニ党）が、それぞれやり玉に上がっている。また、第3巻の「訳者あとがき」では、「ナチスを模したザニ党が、単なるゴロツキ扱いになっている」ことに懸念を示しつつも、「本書は娯楽小説であって、政治批判を考察するのは不適切」という見解を示している。さらに、「刊行当時の1939年は、ドイツはヨーロッパ一の強国であり、アメリカはまだ第二次世界大戦に参戦しておらず、モンロー主義を通して漁夫の利を得ようと目論んでおり、リンドバーグなどの有力な親ナチ派もいた」と説明し、その時期に当該巻を刊行（連載は1938年）した勇気を賞賛している。

### 連載、刊行、日本語訳など
日本語版は東京創元社（創元推理文庫SF）より全5巻が刊行されている（2011年8月現在、絶版）。翻訳は厚木淳、イラスト（表紙、口絵、本文イラスト）は武部本一郎が全て手がけている。
第5巻『金星の魔法使』は短編集となっており、本シリーズ最後の一編「金星の魔法使」の他に、「5万年前の男」と「さい果ての星の彼方に（「ポロダ星での冒険」と「タンゴール再登場」）」を収録している。一覧の資料については次の通り。
- 野田宏一郎「E・R・バローズの「シリーズ」もの一覧表」[3]
- リチャード・A・ルポフ　『バルスーム』[4]
- 野田昌宏「E・R・バロウズ作品総目録（H・H・ヘインズの資料による）」[5]

| No. | 原題                   | 連載期間                                        | 刊行年                    | 邦題                 | 日本での刊行年 |
| --- | ---------------------- | ----------------------------------------------- | ------------------------- | -------------------- | -------------- |
| 1   | The Pirates of Venus   | アーゴシー 1932年 9月17日号~12月22日号（6回）   | 1934年 バローズ出版社     | 金星の海賊           | 1967年6月30日  |
| 2   | Lost on Venus          | アーゴシー 1933年 3月4日号~4月15日号（7回）     | 1935年 バローズ出版社     | 金星の死者の国       | 1968年3月8日   |
| 3   | Carson of Venus        | アーゴシー 1938年 1月8日号~2月12日号（6回）     | 1939年 バローズ出版社     | 金星の独裁者         | 1969年4月11日  |
| 4   | Escape on Venus        | （下記参照）                                    | 1946年 バローズ出版社     | 金星の火の女神       | 1969年10月13日 |
| 4-1 | Slaves of the Fish Men | ファンタスティック・アドベンチュア 1941年3月号  | -                         | 魚人間と奴隷         | -              |
| 4-2 | Goddess of the Fire    | ファンタスティック・アドベンチュア 1941年7月号  | -                         | 金星の火の女神       | -              |
| 4-3 | The Living Dead        | ファンタスティック・アドベンチュア 1941年11月号 | -                         | アメーバ人間と博物館 | -              |
| 4-4 | War on Venus           | ファンタスティック・アドベンチュア 1942年3月号  | -                         | 陸上艦隊の決戦       | -              |
| 5   | The Wizard of Venus    | （死後発見）                                    | 1964年 カナベラル・プレス | 金星の魔法使         | 1970年9月11日  |

## 登場人物、用語
重要なもの（中核となるもの）と、それ以外に区分する。

### 重要人物、用語
アムター
現地の言葉で金星のこと。アムターは二重の雲に覆われており、天体（太陽、星空）が見えない。まれに雲の隙間ができた場合は太陽光が差し込むが、まぶしくて直視できないほどであるばかりか、灼熱を伴うために大地は焼け、また温度差で大気には大嵐が巻き起こる。
天体が見えないため天文学が発達しておらず、地動説はおろか天動説さえも存在しない。「アムターは溶岩に浮かぶ、皿のような大地」というのが、一般的なアムターでの大地に対する認識である。これにより、地図はあるものの、ひどく歪められた図が描かれており、信頼できる地図は存在していない。天体観測ができず、計器も信頼できないことから、航海は沿岸にほぼ限定される。
さらに、主人公が製作するまで、飛行する機械は存在しなかった（グライダーさえも）。ただし、有翼人種である鳥人（アンガン）は生息している。
地球人によく似た人類が存在しているが、文化程度は、国家により著しく異なる。地球より優れた科学を持つハヴァトゥーがある一方、遊牧民や原始人（獣人）なども存在している。険しい山脈や大洋に阻まれ、各国・各地域の交流は活性化せず、孤立した地域が点在している。
血清の開発で、アムターでは長寿と不老が手に入っている（ただし、血清には期限があるので、2年ごとに注射する必要がある）。しかし、科学の発達していない地域や、ソーリスト（一種の共産主義者）が知識階級をほぼ駆逐したような国家は事情が異なる。
カースン・ネイピア
本シリーズの主人公。バローズの主人公らしく、快活で高潔、勇敢な青年。アムターでは金星のカースンと名乗る。金髪で、目は灰色に見える時と青く見える時がある。アムター人は黒髪であり、彼らに変装する場合は、髪を黒く染めるか鬘を被る。
イギリス軍人の父と、アメリカ人の母の間に生まれた。父の赴任先のインドで、チャンド・カビ老人から秘術を教わり、テレパシーを会得した。
両親を次々と亡くし、係累も亡くなったため、財産はあるものの生き甲斐がなく、飛行機のスタントなどで生活していたが、一転して火星への冒険を試み、ロケットを製作させ、冒険に乗り出した。
冒険の記録を「受信」する係として、カースンの精神に同調する人物を探し、バローズに白羽の矢を立てた。以後、テレパシーにより、遠く宇宙空間を隔ててバローズに冒険を送信する。これはリアルタイムではなく、カースンの任意のタイミングで送る形式となっている。
第4巻までは、テレパシーは本編ではほとんど使用されていないが、最終作となる短編「金星の魔法使」では縦横に駆使し、美女と不幸な一族を助けている。
ドゥーアーレー（原注 Duareはドゥーアーレーと発音する)
本シリーズのヒロイン。バローズのヒロインらしく、若く美しい上に貞節、さらにツンデレ。ただし、後半では銃火器（r光線ピストルや爆弾）や飛行艇（アノタール）を操るなど、アクション面で活躍する場面も増え、「主人公の保護下にある（足手まといのお荷物）」のではなく、「頼れるパートナー」へと変貌していく（この先例は、火星シリーズ第7巻『火星の秘密兵器』のヒロイン、タヴィアに見られる）。
カースンが最初に辿り着いた（降下した）ヴェパジャという国家の処女姫で、当時は19歳。厳格な掟に縛られており、成人（20歳）に達するまでは、家族と2、3の家来以外の男性の前に出ることすら許されていなかった。
第1巻『金星の海賊』でソーリストに誘拐され、カースンに救われる。この時、初めてカースンへの愛を口にするが、別れ別れになってしまう。第2巻『金星の死者の国』で再会したが、その時はつれない態度を取った。しかし、因習に打ち勝ち、カースンとの愛に生き、彼らが暮らせる「新たな故国」を探し、旅を繰り返した。
第4巻第3部「アメーバ人間と博物館」では、カースン（とイロ・シャン）を残し、単独でアメーバ人間1体とともに逃れ、単身でカースンらを救いに戻る、というヒーローとヒロインの立場を逆転させるまでに至った。
第5作（最終作）「金星の魔法使」には、実質登場しない。ただし、この作品は全4作ほどの連作短編の第1回と見られており、第2回以降に登場する予定だった可能性はある。
イロ・シャン
ハヴァトゥーという管理国家の生物学者にして戦士。第2巻『金星の死者の国』で初登場。この時は準主役（ゲスト・ヒーロー）扱いで、ナルトという妻を得た。
第4巻第3部「アメーバ人間と博物館」で再登場し、以後は主人公のパートナーとして行動を共にする。最終作「金星の魔法使」では、カースンと円卓の騎士を気取るなど、打ち解けた信頼できる友人として好意的に描写されている。
アノタール
直訳すると「鳥船」。ドゥーアーレーが命名した。ハヴァトゥーでカースンが建造した飛行艇。
プロペラを使用する飛行艇で、4人乗り（前後2名ずつ）。ただし、前部の2名には屋根がない。操縦桿は前後ともにある。積載量は1500ポンド以上を想定しており、1000ポンド（約453．6kg）の爆弾を搭載した際も、飛行に全く支障は出なかった。

### その他の人物、用語
クルー
接頭語。複数形を現す。英語の「～S」、日本語の「～達（ども）」に相当。
- 例1：一体の鳥人→アンガン、複数の鳥人たち→クランガン。
- 例2：一体の野蛮人→ノバーガン、複数の野蛮人ども→クルーノバーガン。

ただし、英語に比べて煩わしく、第2巻の途中で使用の放棄を宣言している。
アンガン
複数形はクランガン。第1巻『金星の海賊』後半から第2巻『金星の死者の国』の序盤に登場。
頭部に飾りのような羽根（冠羽）を持ち、尾羽も持っている。お喋りな性格で、その際は頭部や尾の羽根を逆立てる。反面、判断力が不足しており、命令を待って行動する。
飛翔能力は高く、成人女性（ドゥーアーレー）を抱えても飛べる。
サーバン
金星のライオン。胴体に縞模様がある。
ガントール
金星の象。
ソーリスト
第1巻『金星の海賊』に登場。共産主義者とほぼ同じ意味。ソーという指導者（労働者で前科者）を頂いたため、ソーリストと名乗っている。思想の場合は「ソーリズム」、国の場合は「自由の国ソーラ」とも呼ぶ。
知識階級と商人階級を憎み、王家を打倒して革命を達成したが、ソーリストの上層部が政権を掌握し、以前よりも労働者や農民は搾取される事態（事実上の奴隷）となった。知識階級が不足しており、老化や病気に対抗するため、逃れた知識階級を狩り集めている。
リチャード・A・ルポフは、「北欧神話のソーにちなんだ名称」と断言している。
ハヴァトゥー
第2巻『金星の死者の国』に登場した国家（都市）。歴史的に計算された管理国家で、遺伝子も含めて検査され、不適格者は子孫を残せなかったり、もっと重い場合には死刑となる。
住人は、性格は温厚で人当たりがよく、容姿は端麗で知能が高い。非常に住み心地の良い反面、上述の通り本人の責任によらない部分で評価が左右されるため、不適格者には恐ろしい都市となる。ドゥーアーレーは誤審により死刑宣告され、カースンともども逃亡することとなった（ただし、第4巻第3部「アメーバ人間と博物館」では、再会したイロ・シャンから「再審議の結果、無罪と確認された」と告げられる）。
金星で登場した国家では、もっとも文化・文明とも優れており、ここではカースンの天文的な知識が理解された上に重要視され、彼を天文学の教授として起用した。また、飛行艇の建造を許可し、カースンの愛機「アノタール」が製作された。
カースンが逃亡したため、上層部の命令でイロ・シャンが2機目のアノタールを製作したが、肝心な部分の図面がなかったために苦労している。
コルヴァ
アンラップ地方にある王国。
アムロット
コルヴァ王国の首都。
メフィス
第3巻『金星の独裁者』に登場。アムロットを治める、成り上がりの独裁者。
「小男」とは書かれているものの、口ひげについては明記されていない。にもかかわらず、口絵や本文イラストではチョビ髭が描かれており、アドルフ・ヒトラーに似た容貌となっている。武部本一郎が手がけたバローズ作品（創元社の各作品、及びハヤカワのターザン・シリーズ）では、キャラクターを特定の人物に似せる手法は他にとられておらず、珍しい例である。
アノタールからのドゥーアーレーによる爆撃で死亡。直後にスペポンが擁立された。
マルチュー・メフィス!
メフィスを称える合言葉。「ハイル・ヒトラー!」に相当する。
ザニ党
ナチスに相当する団体。ゴロツキの集団として描かれている。「ザニ刈り」という、モヒカン刈りのような髪型が党員の証。
トガンジャ・ザーガ
アムロットに住む貴婦人。メフィスに協力している。スパイとして潜入したカースンと知り合い、何かと便宜を図る。
高い階級に属しており、彼女はその生き残り。彼女が寝返らなければ、メフィスの独裁は成功しなかった、ともいわれる。
実は、メフィスに殺された夫の仇を討とうとしており、メフィス打倒の地下組織を育てていた。
魚人間
第4巻第1部「魚人間と奴隷」、第2部「金星の火の女神」に登場。その名の通り、魚に似た容貌を持っている。エラもあり、水中での生活にも適している。
胎生もしくは卵胎生であり、出産は池（水中）で行う。稚魚は一度にたくさん産まれ（一説には100万匹）、一旦、外界へ出る。ある程度成長すると元の池に戻る。間違えることはほとんどないとされるが、万が一、間違っていた場合には殺される。死亡率（捕食される率）が高く、1匹も戻ってこないこともある。池でさらに成長すると、手足が生え、肺呼吸できるようになる。
プロコル人
第4巻第2部「金星の火の女神」に登場。樹木から生まれる（実のように生っている）。人間の血を好む。
宗教を持ち、ロトという女神を崇めている。
ロト
「火の女神」と呼ばれる女性。プロコル人に崇められている。カースンとの会話から、アメリカ合衆国やブルックリン区の記憶が蘇った。カースンの就寝中に消失。
アメーバ人間
第4巻第3部「アメーバ人間と博物館」に登場。名前の由来は単独で繁殖（分裂）する性質から（身体の中心で2分割される）。不定形生物ではない。分裂できない場合は死ぬ。
外見的には、男女の性差が見られない。温厚な笑みと歓待で訪問者を騙し、博物館に収容する（首から下を麻痺させた状態で展示）。
ザルダー
金星の豚。家畜（食用）として飼育されているものもいる。
モーガス
最終作「金星の魔法使」に登場。「魔法使」という触れ込みの男。実は催眠術師だが、かなり強力で、「モーガスは人間をザルダーに変える!」と、付近の住人に恐れられている。
ヴァナジャ
「金星の魔法使」のヒロイン。最初は肖像画が登場し、これもかなり美しく描かれていたが、本人はさらに美しい容貌だった。モーガスに捕らえられ、ザルダーだと暗示をかけられている。